# هيرب توماس (سائق سيارة سباق)
هيرب توماس (بالإنجليزية: Herb Thomas) هو سائق سيارة سباق أمريكي، ولد في 6 أبريل 1923 في مقاطعة هارنيت في الولايات المتحدة، وتوفي في 9 أغسطس 2000 في كارولاينا الشمالية في الولايات المتحدة بسبب نوبة قلبية.

## وصلات خارجية
- هيرب توماس على موقع Racing-Reference.info (الإنجليزية)
- هيرب توماس على موقع DriverDB.com (الإنجليزية)
- هيرب توماس على موقع قاعة كارولاينا الشمالية للمشاهير الرياضية (الإنجليزية)